# 1913 na música

## Eventos
- 29 de Maio - Estreia, envolta em escândalo, de A Sagração da Primavera, de Igor Stravinski.

## Nascimentos
| Data           | Nome               | Profissão                        | Nacionalidade  | Observações | Ref |
| -------------- | ------------------ | -------------------------------- | -------------- | ----------- | --- |
| 25 de Janeiro  | Witold Lutosławski | compositor                       | Polónia        | m. 1997     |     |
| 30 de Março    | Frankie Laine      | cantor de jazz                   | Estados Unidos | m. 2009     |     |
| 24 de Abril    | Carlos Galhardo    | cantor                           | Brasil         | m. 1986     |     |
| 12 de Maio     | Jamelão            | cantor                           | Brasil         | m. 2009     |     |
| 7 de julho     | Anatólio Falé      | professor, músico e compositor   | Portugal       | m. 1981     |     |
| 8 de julho     | Bill Thompson      | cantor, ator de rádio e dublador | Estados Unidos | m. 1971     |     |
| 19 de Outubro  | Vinicius de Moraes | compositor, diplomata e escritor | Brasil         | m. 1982     |     |
| 20 de Outubro  | Paulo Tapajós      | músico e radialista              | Brasil         | m. 1993     |     |
| 5 de Novembro  | Joel de Almeida    | cantor, compositor e radialista  | Brasil         | m. 1993     |     |
| 22 de Novembro | Benjamin Britten   | compositor e pianista            | Inglaterra     | m. 1979     |     |
| ??             | Sylvia Straus      | pianista                         | Estados Unidos | m. 2008     |     |

## Mortes
| Data | Nome | Profissão | Nacionalidade | Observações | Ref |
| ---- | ---- | --------- | ------------- | ----------- | --- |